# 栃光正之
栃光 正之（とちひかり まさゆき、1933年8月29日 - 1977年3月28日）は、熊本県牛深市深海町（現在の天草市深海町）出身で春日野部屋に所属した大相撲力士。本名は中村 有雄（なかむら ありお）。最高位は東大関（1962年9月場所、1963年5月場所など）。身長176cm、体重128kg。得意手は左四つ、押し、寄り、上手投げ。

## 来歴
農家の長男で、中学生の時から宮相撲で活躍したが、天草に巡業に来た力士の一団を見て栃錦に魅せられた。1952年、熊本県水俣市で開催された相撲大会に出場した時に春日野部屋の力士から勧誘され、父の反対を押し切って同部屋へ入門し、同年5月場所で初土俵。
非力で不器用ながらも、春日野親方（元横綱・栃木山）から押し相撲の基本を叩きこまれた。脇を固めハズ押しで攻めるために両脇に藁を挟んでの押しの稽古をも課せられたが、無類の稽古熱心で師匠の指導を身につけていった。稽古熱心であったが好きであったわけではなく「こんな稽古、田舎にいた頃に比べればへでもないよ」と言って一生懸命取り組んでいた。1954年5月場所にて新十両となり、1955年3月場所では十両で15戦全勝優勝を成し遂げ、翌5月場所で入幕した。ここまで初土俵から五分の場所（当時、幕下以下は8番相撲を取る）が1場所あるものの、負け越しがなかった。
なお、15日制になってから十両で全勝優勝した力士は、栃光のほかに内田（後の大関・豊山）、北の冨士（後の横綱・北の富士）、把瑠都、栃ノ心の4人がいる。
入幕後はすぐに上位に進出、1956年1月場所では初日に新大関の松登を破り、4日目には横綱・吉葉山から金星をあげた。一時蕁麻疹のために伸び悩んだ時期もあったが、1962年5月場所で3日目に柏戸、12日目に大鵬の両横綱を破るなど13勝2敗と好成績を挙げ、14勝1敗で優勝した弟弟子栃ノ海と同時に場所後に大関昇進を果たした。直前3場所前が西前頭4枚目での11勝であり、これが次点にも及ばないことから当時の感覚としてもやや甘めの大関昇進であった。好成績を挙げながら幕内最高優勝には手が届かなかったものの、決して「待った」をしない立派な土俵態度のために名大関と呼ばれた。出身地の「牛深」にちなみ「ベコ」（牛）の異名があり、土俵態度そのままの実直で礼儀正しい人柄はファンや報道陣などから広く愛された。1965年9月場所から6勝9敗、5勝10敗、5勝10敗と3場所連続で負け越して大関陥落（当時の規定）が決定的となり、1966年1月場所の千秋楽限りで現役引退した。この場所12日目の柏戸戦で鯖折りを受けて右ひざから土俵に落ちたが、負けた栃光はいつもの通り直立不動の姿勢で土俵に一礼して引上げ、その土俵態度の良さから観衆が「よくやったゾ！栃光」と声を上げ、盛んな拍手がわきあがった。
引退後は年寄・千賀ノ浦を襲名し、春日野部屋の名コーチとして栃錦をよく助けていた。親方時代には勝負審判を務めており、1969年3月場所2日目、大鵬が戸田に連勝を45で止められた「世紀の大誤審」の時に土俵下から物言いをつけた検査役が千賀ノ浦であり、1972年1月場所8日目北の富士-貴ノ花戦で北の富士の右手が「つき手」か「かばい手」かで先に物言いをつけたのも千賀ノ浦だった。
1977年3月28日、直腸癌のため東京都中央区内の病院で逝去。43歳没。

## 人物・エピソード
- 趣味はゴルフとマージャンで、酒も好きだった。同郷の川上哲治には可愛がられていた。
- 2007年にはテレビ熊本（TKU）のドキュメンタリードラマ「郷土の偉人シリーズ」第15弾として『押し相撲の名大関 栃光正之〜真実一路・待ったなし〜』が放送され、栃光を元幕下力士の両國宏が演じた[9][10]。
- 地方場所であれば当時の春日野部屋が親しくしている出羽海部屋の力士たちと遊ぶことが多かったが、東京場所では栃ノ海が出かけると話し相手がいないのでテレビを見るのが関の山であった[11]。

## 主な成績・記録
- 通算成績：577勝431敗11休 勝率.572
- 幕内成績：486勝403敗11休 勝率.547
- 大関成績：188勝131敗11休 勝率.589
- 幕内在位：60場所
- 大関在位：22場所
- 三役在位：15場所（関脇7場所、小結8場所）
- 三賞：5回
  - 殊勲賞：3回（1961年3月場所、1962年3月場所、1962年5月場所）
  - 敢闘賞：2回（1959年5月場所、1961年7月場所）
- 雷電賞：1回（1957年1月場所）
- 金星：4個（吉葉山2個、鏡里1個、朝潮1個）
- 各段優勝
  - 十両優勝：1回（1955年3月場所）
  - 幕下優勝：1回（1954年3月場所）

### 場所別成績
| | 一月場所 初場所（東京） | 三月場所 春場所（大阪） | 五月場所 夏場所（東京） | 七月場所 名古屋場所（愛知） | 九月場所 秋場所（東京） | 十一月場所 九州場所（福岡） |
| --- | ----------------------- | ----------------------- | ----------------------- | --------------------------- | ----------------------- | --------------------------- |
| 1952年 （昭和27年） | x                       | x                       | 新序 2–1                | x                           | 西序二段24枚目 7–1      | x                           |
| 1953年 （昭和28年） | 東三段目42枚目 7–1      | 西三段目16枚目 4–4      | 西三段目13枚目 7–1      | x                           | 西幕下38枚目 6–2        | x                           |
| 1954年 （昭和29年） | 東幕下28枚目 5–3        | 東幕下18枚目 優勝 8–0   | 東十両22枚目 10–5       | x                           | 西十両14枚目 11–4       | x                           |
| 1955年 （昭和30年） | 東十両8枚目 9–6         | 西十両3枚目 優勝 15–0   | 東前頭13枚目 10–5       | x                           | 西前頭5枚目 8–7         | x                           |
| 1956年 （昭和31年） | 西前頭2枚目 7–8 ★       | 西前頭2枚目 5–10        | 西前頭6枚目 8–7         | x                           | 西前頭5枚目 6–9         | x                           |
| 1957年 （昭和32年） | 東前頭6枚目 12–3        | 西小結 6–9              | 西前頭筆頭 5–10 ★       | x                           | 東前頭6枚目 9–6 ★       | 東前頭2枚目 4–11            |
| 1958年 （昭和33年） | 西前頭8枚目 11–4        | 東前頭2枚目 8–7         | 東小結 7–8              | 東前頭筆頭 9–6              | 東小結 4–11             | 東前頭4枚目 8–7             |
| 1959年 （昭和34年） | 東前頭筆頭 9–6          | 西張出小結 9–6          | 西関脇 10–5 敢          | 東関脇 10–5                 | 東関脇 8–7              | 東関脇 5–10                 |
| 1960年 （昭和35年） | 西前頭筆頭 8–7          | 東張出小結 8–7          | 東小結 6–9              | 西前頭筆頭 7–8              | 東前頭筆頭 6–9          | 西前頭5枚目 6–9             |
| 1961年 （昭和36年） | 東前頭7枚目 8–7         | 西前頭3枚目 8–7 殊★     | 西前頭筆頭 8–7          | 東張出小結 10–5 敢          | 西関脇 8–7              | 西関脇 3–12                 |
| 1962年 （昭和37年） | 西前頭4枚目 11–4        | 西小結 10–5 殊          | 西張出関脇 13–2 殊      | 西張出大関 11–4             | 東大関 11–4             | 西大関 10–5                 |
| 1963年 （昭和38年） | 西大関 9–6              | 東張出大関 13–2         | 東大関 9–6              | 東張出大関 12–3             | 東張出大関 6–9          | 東張出大関2 8–7             |
| 1964年 （昭和39年） | 東張出大関2 9–6         | 東張出大関 4–6–5        | 西張出大関 11–4         | 東張出大関 12–3             | 東張出大関 8–7          | 西張出大関 8–7              |
| 1965年 （昭和40年） | 西張出大関 11–4         | 東大関 9–6              | 西大関 3–6–6            | 東張出大関 8–7              | 西大関 6–9              | 西大関 5–10                 |
| 1966年 （昭和41年） | 東張出大関 引退 5–10–0  | x                       | x                       | x                           | x                       | x                           |
| 各欄の数字は、「勝ち-負け-休場」を示す。 優勝 引退 休場 十両 幕下 三賞：敢=敢闘賞、殊=殊勲賞、技=技能賞 その他：★=金星 番付階級：幕内 - 十両 - 幕下 - 三段目 - 序二段 - 序ノ口 幕内序列：横綱 - 大関 - 関脇 - 小結 - 前頭（「#数字」は各位内の序列） |                         |                         |                         |                             |                         |                             |

### 幕内対戦成績
| 力士名       | 勝数  | 負数  | 力士名     | 勝数 | 負数 | 力士名 | 勝数 | 負数 | 力士名 | 勝数  | 負数 |
| ------------ | ----- | ----- | ---------- | ---- | ---- | ------ | ---- | ---- | ------ | ----- | ---- |
| 青ノ里       | 14    | 6     | 朝潮(米川) | 6    | 16   | 浅瀬川 | 3    | 2(1) | 愛宕山 | 1     | 0    |
| 天津風       | 4     | 0     | 荒波       | 1    | 0    | 泉洋   | 5    | 1    | 岩風   | 14    | 12   |
| 宇多川       | 3     | 1     | 及川       | 2    | 0    | 追手山 | 2    | 0    | 扇山   | 1     | 0    |
| 大内山       | 3     | 8     | 大瀬川     | 5    | 1    | 大ノ浦 | 1    | 0    | 大昇   | 2     | 0    |
| 岡ノ山       | 1     | 0     | 海山       | 6    | 3    | 海乃山 | 4    | 1    | 開隆山 | 12    | 7    |
| 柏戸         | 7     | 19(1) | 金乃花     | 1    | 0    | 神錦   | 1    | 0    | 北の洋 | 15    | 11   |
| 北の冨士     | 4     | 3     | 北葉山     | 16   | 20   | 君錦   | 2    | 0    | 清恵波 | 1     | 0    |
| 清國         | 5     | 7     | 鬼竜川     | 1    | 0    | 国登   | 5    | 2    | 鯉ノ勢 | 1     | 0    |
| 琴ヶ濱       | 10(1) | 16    | 琴櫻       | 4    | 4    | 逆鉾   | 1    | 0    | 櫻國   | 1     | 0    |
| 佐田の山     | 1     | 4     | 沢光       | 2    | 0    | 潮錦   | 7    | 4    | 嶋錦   | 4     | 1    |
| 清水川       | 5     | 2     | 大豪       | 17   | 13   | 大鵬   | 6    | 24   | 玉嵐   | 4     | 1    |
| 玉乃海       | 9(1)  | 6     | 玉乃島     | 6    | 2    | 玉響   | 2    | 2    | 鶴ヶ嶺 | 22(1) | 17   |
| 時津山       | 9(1)  | 8     | 時錦       | 5    | 2    | 豊國   | 8    | 4    | 白龍山 | 0     | 1    |
| 羽黒川       | 9     | 10    | 羽黒山     | 19   | 20   | 長谷川 | 0    | 4    | 羽子錦 | 1     | 0    |
| 廣川         | 4     | 0     | 広瀬川     | 2    | 0    | 房錦   | 16   | 5    | 富士錦 | 18    | 9(1) |
| 双ツ龍       | 8     | 4     | 星甲       | 3    | 1    | 前田川 | 11   | 1    | 松登   | 5     | 11   |
| 三根山       | 10    | 3     | 宮錦       | 4    | 0    | 明武谷 | 11   | 8    | 豊山   | 7     | 15   |
| 芳野嶺       | 3     | 2     | 吉葉山     | 2    | 2    | 若杉山 | 1    | 1    | 若瀬川 | 4     | 2    |
| 若秩父       | 17    | 9     | 若天龍     | 1    | 0    | 若浪   | 1    | 2    | 若ノ海 | 12    | 8    |
| 若乃花(初代) | 3     | 23    | 若羽黒     | 21   | 12   | 若葉山 | 3    | 4    | 若前田 | 13    | 6    |
| 若見山       | 4     | 4     |            |      |      |        |      |      |        |       |      |

## 四股名変遷
- 栃光 正之（とちひかり まさゆき）1952年7月場所 - 1966年1月場所（引退）

※本名の姓・中村は同名の年寄名跡があるため、そのまま四股名にすることができない。

## 年寄名変遷
- 千賀ノ浦 穏光（ちがのうら やすみつ）1966年1月 - 1977年3月（死去）

※番付表上は「隠光」と記載された時期あり